# Jean-Baptiste Bidegain
Jean-Baptiste Bidegain (París, 26 de abril de 1870-Neuilly-sur-Seine, 9 de diciembre de 1926) fue un masón francés, miembro del Gran Oriente de Francia. Sus denuncias provocaron el escándalo del fichero masónico en 1904.

## Obras
- Le Grand-Orient de France. Sa Doctrine et ses Actes, Paris, Librairie antisémite, 1905, 292 p. Texto en línea (enlace roto disponible en Internet Archive; véase el historial, la primera versión y la última).
- Masques et Visages maçonniques, Paris, Librairie antisémite, 1906, 426 p.
- Magistrature et Justice maçonniques, Paris, Librairie des Saints-Pères, 1907.
- Une Conspiration sous la IIIe République. La vérité sur l'affaire des fiches, Paris, La Renaissance française, 1910, 241 p.